# Dolph Schayes
Adolph "Dolph" Schayes (Nueva York, 19 de mayo de 1928-Syracuse, Nueva York; 10 de diciembre de 2015) fue un baloncestista estadounidense de la década de 1950. Fue jugador y entrenador en la NBA. Hasta su retirada en 1964, disputó 1059 partidos en la liga profesional, más que cualquier otro jugador hasta la fecha. Era el padre de Danny Schayes, que también jugó en la NBA.

## Trayectoria deportiva

### Universidad
Realizó sus estudios en la Universidad de Nueva York entre 1944 y 1948. En ese tiempo consiguió una media de 10,2 puntos (no se conservan más estadísticas de la época). Llegó a las finales de la NCAA en 1947 y fue seleccionado en el equipo nacional de los Juegos Olímpicos de 1948.

### Profesional
Fue elegido en la cuarta posición de la primera ronda del draft de la BAA (Basketball Association of America, posteriormente NBA) por los New York Knicks, y por los TriCities Hawks, de la extinta NBL, cuyos derechos  fueron vendidos a los Syracuse Nationals, los actuales Sixers. Tuvo donde elegir, y escogió Syracuse. Fue elegido Rookie del año de la NBL en su primera temporada, promediando 12,9 puntos por partido. En la siguiente temporada los Nats emigraron a la NBA, donde, en su primer año, y ya contabilizándose los rebotes en las estadísticas, logró unas cifras de 17 puntos y 16,4 rebotes por partido. 
Llevó a su equipo a los Play-offs en las 15 temporadas que disputó con ellos, ganando el anillo de campeón en 1955 contra los Fort Wayne Pistons, después de haber perdido sendas finales contra los imbatibles Minneapolis Lakers de George Mikan. Terminó su carrera a los 35 años, justo en la temporada que el equipo se trasladó a Filadelfia.

### Entrenador
Dirigió a los Sixers entre 1963 y 1966, y a los Buffalo Braves entre 1970 y 1972.

## Estadísticas de su carrera en la NBA
|  | Campeones de la NBA |
|  | Líder de la liga    |

### Temporada regular
| Año      | Equipo     | PJ  | MPP  | %TC  | %TL  | RPP  | APP | PPP  |
| -------- | ---------- | --- | ---- | ---- | ---- | ---- | --- | ---- |
| 1949–50  | Syracuse   | 64  | –    | .385 | .774 | –    | 4.0 | 16.8 |
| 1950–51  | Syracuse   | 66  | –    | .357 | .752 | 16.4 | 3.8 | 17.0 |
| 1951–52  | Syracuse   | 63  | 31.8 | .355 | .807 | 12.3 | 2.9 | 13.8 |
| 1952–53  | Syracuse   | 71  | 37.6 | .374 | .827 | 13.0 | 3.2 | 17.8 |
| 1953–54  | Syracuse   | 72  | 36.9 | .380 | .827 | 12.1 | 3.0 | 17.1 |
| 1954–55  | Syracuse   | 72  | 35.1 | .383 | .833 | 12.3 | 3.0 | 18.5 |
| 1955–56  | Syracuse   | 72  | 35.0 | .387 | .858 | 12.4 | 2.8 | 20.4 |
| 1956–57  | Syracuse   | 72  | 39.6 | .379 | .904 | 14.0 | 3.2 | 22.5 |
| 1957–58  | Syracuse   | 72  | 40.5 | .398 | .904 | 14.2 | 3.1 | 24.9 |
| 1958–59  | Syracuse   | 72  | 36.7 | .387 | .864 | 13.4 | 2.5 | 21.3 |
| 1959–60  | Syracuse   | 75  | 36.5 | .401 | .893 | 12.8 | 3.4 | 22.5 |
| 1960–61  | Syracuse   | 79  | 38.1 | .372 | .868 | 12.2 | 3.7 | 23.6 |
| 1961–62  | Syracuse   | 56  | 26.4 | .357 | .897 | 7.8  | 2.1 | 14.7 |
| 1962–63  | Syracuse   | 66  | 21.8 | .388 | .879 | 5.7  | 2.7 | 9.5  |
| 1963–64  | Filadelfia | 24  | 14.6 | .308 | .807 | 4.6  | 2.0 | 5.6  |
| Total    | Total      | 996 | 34.4 | .380 | .849 | 12.1 | 3.1 | 18.5 |
| All-Star | All-Star   | 11  | 22.5 | .440 | .840 | 9.5  | 1.5 | 12.5 |

### Playoffs
| Año   | Equipo   | PJ | MPP  | %TC  | %TL  | RPP  | APP | PPP  |
| ----- | -------- | -- | ---- | ---- | ---- | ---- | --- | ---- |
| 1950  | Syracuse | 11 | –    | .385 | .733 | –    | 2.5 | 17.1 |
| 1951  | Syracuse | 7  | –    | .448 | .766 | 14.6 | 2.9 | 20.4 |
| 1952  | Syracuse | 7  | 35.4 | .451 | .769 | 12.9 | 2.1 | 20.3 |
| 1953  | Syracuse | 2  | 29.0 | .250 | .769 | 8.5  | 0.5 | 9.0  |
| 1954  | Syracuse | 13 | 28.8 | .457 | .741 | 10.5 | 1.8 | 16.0 |
| 1955  | Syracuse | 11 | 33.0 | .359 | .840 | 12.8 | 3.6 | 19.0 |
| 1956  | Syracuse | 8  | 38.8 | .366 | .880 | 13.9 | 3.4 | 22.1 |
| 1957  | Syracuse | 5  | 43.0 | .305 | .891 | 18.0 | 2.8 | 21.4 |
| 1958  | Syracuse | 3  | 43.7 | .391 | .833 | 15.0 | 3.1 | 26.7 |
| 1959  | Syracuse | 9  | 39.0 | .400 | .916 | 13.0 | 4.6 | 28.2 |
| 1960  | Syracuse | 3  | 42.0 | .455 | .933 | 16.0 | 2.7 | 29.3 |
| 1961  | Syracuse | 8  | 38.5 | .336 | .900 | 11.4 | 2.6 | 20.6 |
| 1962  | Syracuse | 5  | 19.0 | .364 | .692 | 7.0  | 1.0 | 11.4 |
| 1963  | Syracuse | 5  | 21.6 | .455 | .917 | 5.6  | 1.4 | 10.2 |
| Total | Total    | 97 | 34.0 | .390 | .825 | 12.2 | 2.6 | 19.5 |

## Logros y reconocimientos
- Seis veces elegido en el mejor quinteto de la NBA y seis en el segundo quinteto.
- Se retiró siendo el máximo anotador de la historia hasta ese momento.
- Jugó 764 partidos consecutivos, récord de la liga en ese momento.
- 12 veces All Star de la NBA.
- Máximo reboteador de la liga en 1951 con 16,4 rebotes por partido.
- Miembro del Basketball Hall of Fame desde 1973.
- Elegido uno de los 50 mejores jugadores de la historia de la NBA en 1996.
- Elegido en el Equipo del 75 aniversario de la NBA en 2021.